# Irja Browallius

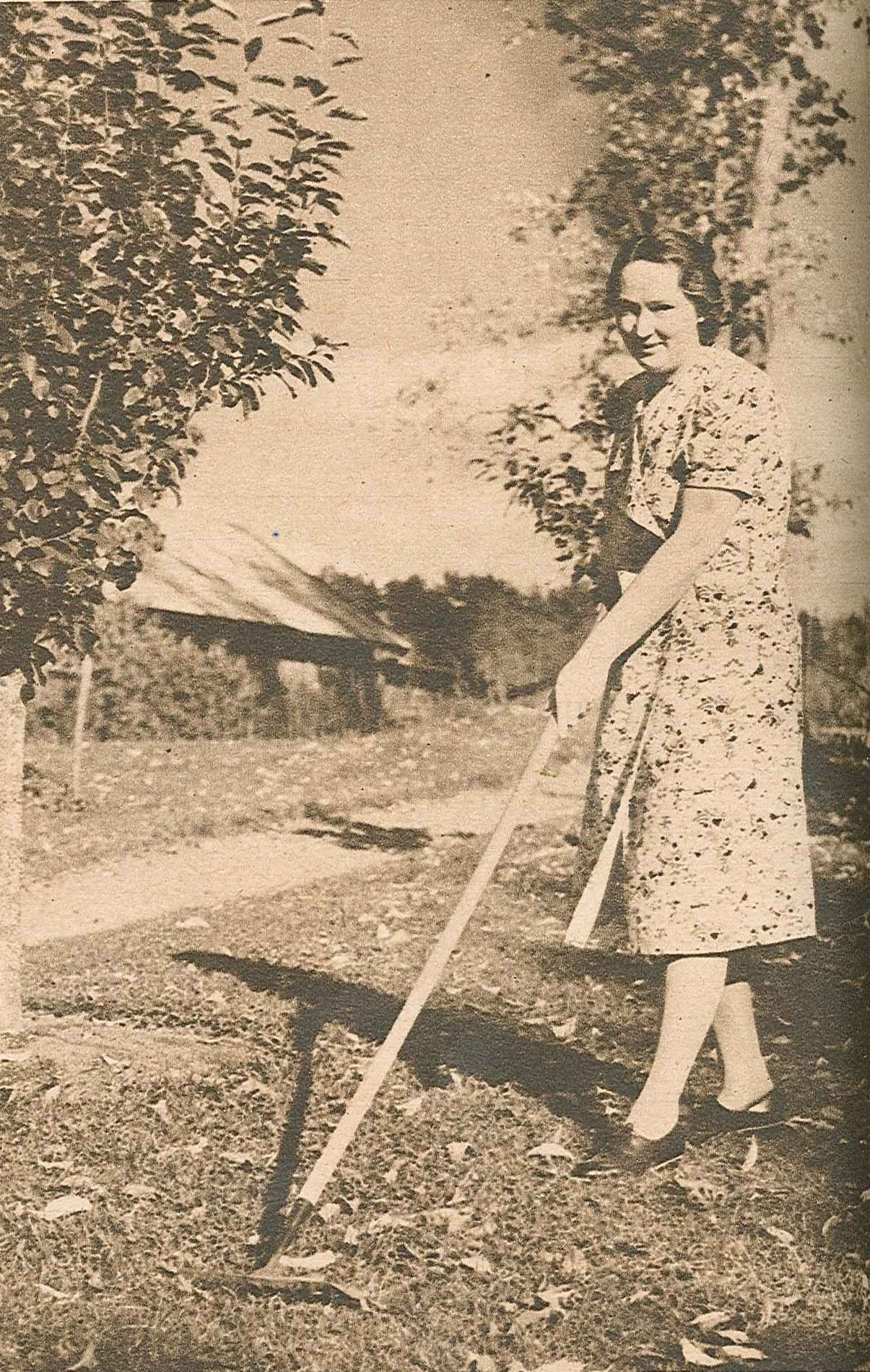
Irja Browallius, 1943

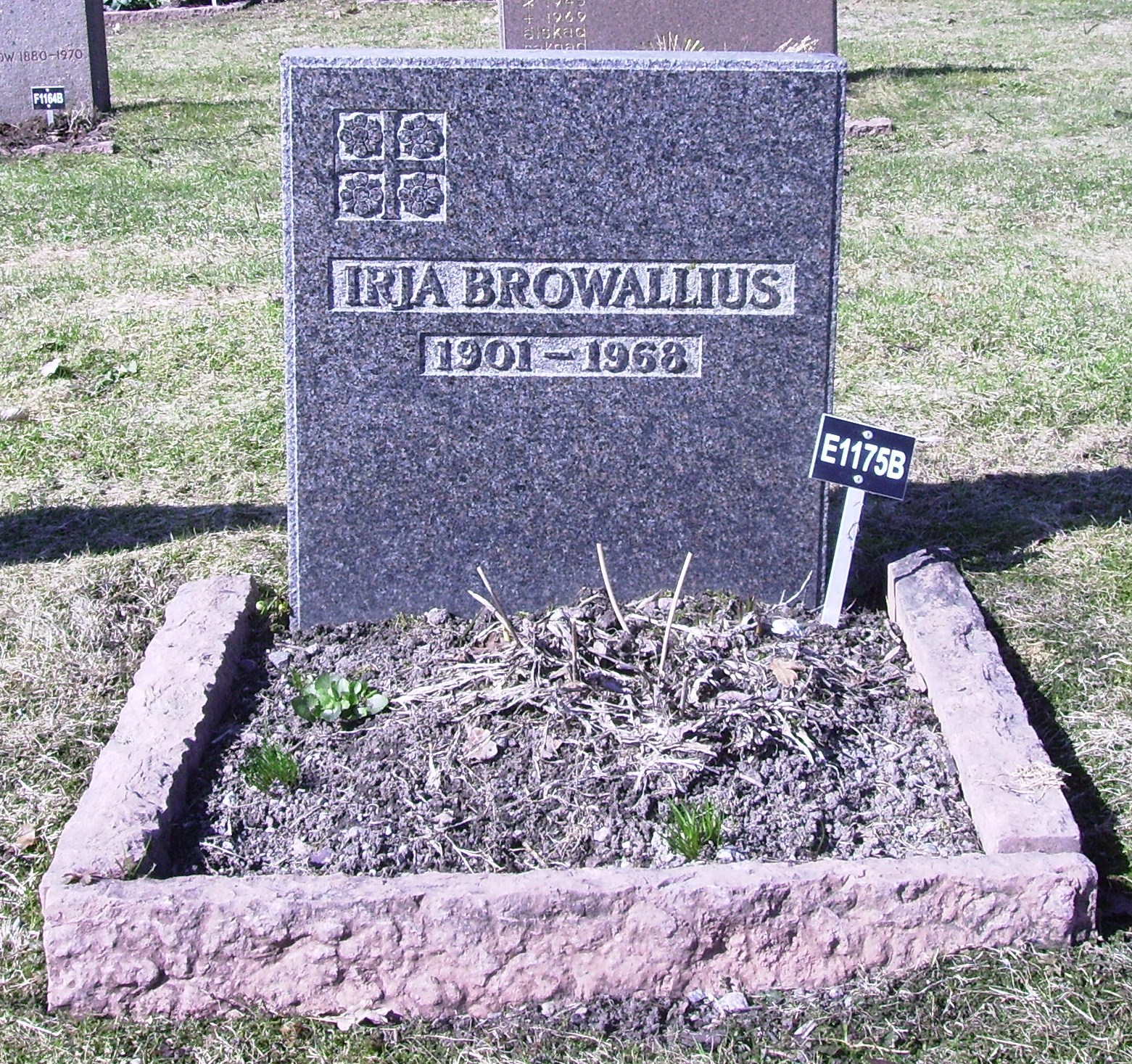
Grabstein von Irja Browallius auf dem Friedhof von Lidingö

Irja Agnes Browallius (* 13. Oktober 1901 in Helsinki; † 9. Dezember 1968 in Stockholm) war eine schwedische Schriftstellerin.

## Biografie
Die Tochter des Schauspielers Carl Browallius studierte nach dem Schulabschluss zunächst von 1922 bis 1923 Medizin und danach von 1924 bis 1925 Kunst. Im Anschluss absolvierte sie ein Lehramtsstudium und war nach dem Staatsexamen von 1927 bis 1937 als Lehrerin in Glottra (Gemeinde Hallsberg) tätig.
1934 gab sie mit der Kurzgeschichtensammlung „Vid byvägar och älgstigar“ ihr Debüt als Schriftstellerin. Ihren ersten Erfolg hatte sie dann 1937 mit dem Bauernroman „Synden från Skruke“ (Die Sünde auf Kruke), in der sie die Geschichte einer unzähmbaren Begierde in einem Walddorf erzählt. In der Folgezeit erschienen 1938 „Elida från gårdar“ (Elida von den Höfen), 1939 „Två slår den tredje“ (Zwei schlagen den dritten) sowie 1941 „Någon gång skall det ljusna“ (Einmal wird es tagen). Ihren größten Erfolg hatte sie mit „Ringar på vattnet“ (Ringe auf dem Wasser), in dem sie die Geschichte einer jungen Lehrerin, deren Verstrickungen und tragisches Ende in einem einsamen Dort beschreibt.
Für ihre literarischen Leistungen erhielt sie 1952 den De Nios stora pris der schwedischen Literaturakademie Samfundet De Nio sowie 1962 den Doblougpreis, eine Auszeichnung der Svenska Akademien für Schöne Literatur und Literaturwissenschaft.

## Veröffentlichungen
- „Elida von den Höfen. Roman“, 1939, Verlag von Schröder Hamburg.
- „Ringe auf dem Wasser“, 1944, Fraumünster-Verlag.
- „Einmal wird es tagen“, 1945, Fraumünster-Verlag
- „Singen möchte Sippa“, 1965, Claudius-Verlag.
- „Die fremde Mutter“, 1967, Claudius-Verlag.